# Samsø Flyveplads
Samsø Flyveplads (ICAO: EKSS) er en flyveplads, der ligger på Samsø, Danmark, omkring 10 km nord for Tranebjerg, midt mellem de to bebyggelser Stavns og Toftebjerg. Flyvepladsen bruges primært til privatflyvning.